# 实验片
实验片（英語：experimental film）又稱实验电影、前卫电影、先锋电影，是一种电影拍摄模式，它严肃地重新评估了电影惯例，并探讨了以非叙述形式替代传统叙述手法或工作方法。许多实验片，尤其是早期的实验片，都与其它艺术形式相关：绘画、舞蹈、文学和诗歌，或者由研究和开发新技术资源而兴起。
虽然有些实验片通过主流渠道发行，甚至有些在商业工作室制作，但绝大多数实验片的预算都非常低，工作人员也非常少，甚至只有一个人，其资金通常自筹，或由小额捐赠支持。
实验片制作人通常都是作为业余爱好者开始的，有些人会以实验片作为进入商业电影制作的跳板，或通过其过渡到学术职位。制作实验片的目的通常是使个人形象更像一个艺术家，或者促进对新技术的兴趣，而不是像商业电影那样为了娱乐或赚钱。

## 定义
实验片是一种电影制作风格，它通常与主流商业片和纪录片的实践相当不同，甚至往往相反。对于1920年代法国、德国或俄罗斯拍摄的历史前卫潮流影片，也使用前卫（Avant-garde）电影来描述这一工作。另外，在1960年代，也使用“地下电影”一词，但它还有其他含义。如今，“实验电影”一词则更为盛行，因为有可能制作的实验片并不存在任何文化领域的先锋运动。
由于“实验”涵盖的范围很广，实验电影往往会出现以下特征：不采用线性叙事，使用各种抽象技术——散焦、胶片绘画或划伤、快速编辑，使用异步（非叙事引导）声音，甚至没有任何声轨。其目标通常是将观众与影片置于一个更活跃、更发人深省的关系当中。至少在整个1960年代及其后的一段时间，许多实验片持有与主流文化对立的立场。
这些电影大多数只有非常低的预算，采用自筹资金或通过小额赠款融资，使用最少的人员，或者往往只有一个人，即制片人。一些评论家认为，很多实验片实际上已经不是“实验”片，而是已经成为了一种主流的电影类型。它的许多更典型的特征——例如非叙述、印象派，或对影片结构的诗意处理——定义了什么是通常意义上的“实验”。

## 历史

### 欧洲前卫电影
有两个条件促使欧洲在1920年代就为实验片的出现做好了准备。第一，作为媒介的电影院已经成熟，电影不再曲高和寡，逐渐成为大众娱乐。第二，前卫运动在视觉艺术方面蓬勃发展。达达主义和超现实主义也能走进电影院。由勒内·克莱尔执导，弗朗西斯·毕卡比亚、马塞尔·杜尚和曼·雷主演，埃里克·萨蒂作曲的《幕间休息》（1924）将鲁莽喜剧带入无果。
艺术家汉斯·里克特、让·谷克多、马塞尔·杜尚、谢尔曼·杜拉克和维京·埃格林都贡献过达达主义/超现实主义的短片。费尔南·莱热、达德利·墨菲和曼·雷制作的影片《芭蕾职业》（1924），有时被描述为达达主义、立体主义或者未来主义。杜尚制作了抽象影片《贫血电影院》（1926）。
阿尔贝托·卡瓦尔坎蒂执导的《唯有时间》（1926）、沃尔特·鲁特曼执导的《柏林：都市交响曲》（1927）和吉加·维尔托夫的影片《持摄影机的人》（1929），分别实验了巴黎、柏林和基辅的“城市交响曲”。
公认最著名的实验片包括路易斯·布努埃尔和萨尔瓦多·达利的《一条安达鲁狗》（1929）、汉斯·里克特的动画短片，及奥斯卡·费钦格的抽象电影，而伦恩·黎的邮政总局电影则是更抽象的欧洲前卫电影的出色代表。
在法国，另一群电影人的影片也通过赞助筹资，也通过电影俱乐部发行，但它们是叙事电影，且与前卫学校没什么关系。电影学者大卫·德威尔称之为法国印象派电影，包括阿贝尔·冈斯、让·爱泼斯坦、马赛尔·莱皮埃和迪米特里·科萨诺夫。这些影片结合了叙事实验、有节奏的编辑和摄影，以及对角色主观性的刻画。
1952年，法国的字母派前卫运动在戛纳电影节上引起骚乱，因为伊西多尔·伊祖的《毒和永恒》（Traité de bave et d'éternité）被筛掉了。在1952年查理·卓别林在巴黎为《舞台生涯》召开的新闻发布会上他们批评卓别林之后，该运动内部出现了分裂。超字母派继续造成破坏，他们宣布电影已经死亡，并展示了他们新的过度图形技术；最臭名昭着的例子是居伊·德波1952年的《啸鸣支持萨德侯爵》（Hurlements en Faveur de Sade）。
苏联的电影制作者们，也在他们的蒙太奇理论中发现了对应于现代主义绘画和摄影的元素。吉加·维尔托夫、谢尔盖·爱森斯坦、列维·库勒修、亚历山大·多夫任科和弗谢沃罗德·普多夫金的电影，都有助于提供一种经典好莱坞电影的替代模式。虽然它们本身不是实验片，但它们对前卫的电影语言有所贡献。

### 二战前后美国的前卫电影：实验片的诞生
美国在二战前就有一些前卫电影，如查尔斯·席勒和保罗·斯特兰德的《曼哈塔》（1921）、斯拉夫科·沃卡皮克和罗伯特·弗洛里的《9413人的生存和死亡：好莱坞号外》（1928）。然而，许多战前的实验片文化，都包含了艺术家的工作，在电影项目上经常是独立的。画家艾姆伦·埃坦（1905-1993）在1930年代初执导的舞蹈片，被认为是实验片。商业艺术家（《星期六晚邮报》）和插画家道格拉斯·克洛克威尔（1904-1968）在他位于格伦斯福尔斯的工作室中，制作了玻璃片间加入了颜料斑点的动画片。
在罗切斯特 (纽约州)，内科医生和慈善家詹姆斯·西布利·沃森和梅尔维尔·韦伯（Melville Webber）指导了《厄舍房子的倒掉》（1928）和《所多玛的多》（1933）。哈里·史密斯、玛丽·埃伦·布特、艺术家约瑟夫·康奈尔和克里斯托弗·扬制作了多部影响欧洲的实验片。史密斯和布特象许多前卫动画家和制片人一样，都受到了奥斯卡·费钦格的影响。1930年代出现的杂志《实验电影》（Experimental Cinema），第一次把这两个词直接连接，中间没有加入任何单词。它的编辑是路易斯·雅各布斯和大卫·普拉特（David Platt）。2005年10月，一个当时对影片的大型收集被修复并重新发行为DVD，题为《看不到的电影：美国早期前卫影片1894-1941》（Unseen Cinema: Early American Avant Garde Film 1894-1941）。
约翰·霍夫曼与斯拉夫科·沃卡皮克一起，制作了两部视觉基调的诗，《海的情绪》（又名《芬加尔的洞穴》，1941）和《森林低语》（1947）。前一部影片采用了费利克斯·门德尔松的《赫布里底序曲》，并于2004年被电影保存专家戴维·谢泼德修复。
有人认为，玛雅·黛伦和亚历山大·哈米德的《午后的迷惘》（1943），是美国最重要的试验片之一。它为自筹资金的16毫米影片的生产和发行提供了一种模式，并很快被影院16和其它电影社团所采纳。同样重要的是，它建立了一个实验片所能做的美学模型。《迷惘》有一种梦境的感觉，它反映了让·谷克多和超现实主义者的情绪，也似乎更个人、更新颖，也更美国。肯尼思·安格、斯坦·布拉哈格、雪莉·克拉克、格雷戈里·马科波洛斯、乔纳斯·梅卡斯、威拉德·马斯、玛丽·曼肯、柯蒂斯·哈林顿、西德尼·彼得森、莱昂内尔·罗戈辛和厄尔·M·皮尔格林的早期作品，都跟随了类似的脉络。值得注意的是，这些电影制作人有许多都是在洛杉矶和纽约建立的先锋大学电影计划的第一批学生。1946年，法兰克·斯特法彻在旧金山现代艺术博物馆创造了“电影艺术”系列实验片。也是在那里，奥斯卡·费钦格的电影在多个特殊计划中起到了重要作用，影响了象乔丹·贝尔森（Jordan Belson）和哈里·史密斯（Harry Smith）这样的艺术家，来制作实验动画片。
他们在黑山学院（现已不存）和旧金山艺术学院开设了“另类电影计划”。曾在黑山学院任教的亚瑟·佩恩指出，在艺术界和好莱坞都常见的误解是，前卫和商业性从来都格格不入。另一个挑战这种误解的事实是，尼古拉斯·雷和金·维多晚年在各自的好莱坞职业生涯结束之后，仍然在制作前卫影片。

### 新美国电影与结构唯物主义
在接下来的二十年里，电影社团和自筹资金的模式一直在继续。但到了1960年代初期，对于美国前卫电影制作人的工作，出现了一种不同的观点。艺术家布鲁斯·康纳创造了早期的例子，比如《一部电影》（1958）和《宇宙射线》（1962）。正如P·亚当斯·希特尼所指出的那样，在斯坦·布拉哈格和其他美国早期的实验艺术家们的工作中，电影被用来表达制作者的个人意识，相当于文学作品里的第一人称。布拉哈格的《狗星人》（1961-64）是从个人意识向抽象概念转变的一个例证，并且还证明了对当时美国大众文化的抛弃。另一方面，肯尼斯·安格尔，为他的天蝎崛起（1963）加入了一个摇滚音轨，这有时也被称为是音乐视频的雏形，并为好莱坞神话加入了一些坎普风。杰克·史密斯和安迪·沃霍尔也在他们的工作中融入了坎普风，而希特尼将沃霍尔的电影归类到结构主义。
一些前卫电影制作人越来越远离叙述模式。而新美国电影被认为是另类叙事的，或是基于抽象、坎普风和极简派。结构唯物主义电影制作人，象霍利斯·弗兰普顿和迈克尔·斯诺 (艺术家)，创造了一个高度形式主义的电影理论，认为媒体自身前景看好：框架、投影，以及最重要的，时间。有人认为，他们通过将电影分解成基本成分，来寻求创建一个反幻觉派的影片。尽管弗兰普顿的晚期工作欠下了摄影师爱德华·韦斯顿、保罗·斯特兰德和其他人的巨额债务，但事实上仍在庆祝幻觉。另外，在1960年代后期，《电影文化》发表了P·亚当斯·希特尼的一篇文章，该文章反对“结构主义电影”这一说法。而其中提到的许多电影制作人，随后开始制作更加学术的“结构主义电影”。
一篇对结构学派的批判行评论出现在2000版艺术杂志《美国的艺术》中。它认为结构形式主义是电影制作的一种保守哲学。

### 二十世纪六七十年代和今天：观念艺术景象中的现代艺术
观念艺术在1970年代继续向前推动。罗勃·史密森，一位加利福尼亚艺术家，制作了多部关于他的大地艺术及附属项目的影片。小野洋子也制作了观念电影，其中最臭名昭著的是《强奸》。该片找到一位女性，并用镜头侵入她的生活，跟随她回到她的公寓，即使她逃避这种入侵。这段时期，新的一代正在进入这一领域，他们中的许多人早期前卫艺术家的学生。莱斯利·桑顿、佩吉·亚维许和苏·弗里德里希在结构主义者的工作上作了扩展，纳入了更广泛的内容，同时维持了自我反思的形式。
安迪·沃霍尔是一个站在波普艺术及各种其它口头和艺术形式背后的人，他在整个1960年代制作了超过60部影片，其中大部分属于实验片。之后的电影制作人，象克雷格·鲍德温和詹姆斯·奥布赖恩（《超未来》），以混聚影片的形式，使用库存影片嫁接真人实景叙事，具有强烈的社会政治色彩。

### 女性主义前卫电影与其它衍生派别
劳拉·马尔维的写作和电影制作引领了女性主义电影制作的蓬勃发展，这些电影往往针对传统好莱坞叙事时强化性别歧视和重男轻女的思想。她们的反应以某种方式来展示其分歧和矛盾。香特尔·阿克曼和萨莉·波特是1970年代领头的女性主义电影制作人中仅有的两个在这种模式下工作的人。影像艺术在这一时期作为媒体出现，女性主义者像玛莎·罗斯勒和塞西莉亚·康迪特充分利用了这一点。
1980年代，女性主义、同性恋和其它派别的实验工作仍在继续，其中的电影制作人包括芭芭拉·哈默、苏·弗里德里希、特蕾西·莫法特、莎蒂·本宁和艾萨克·朱利安，以及其他一些人在寻找实验方式以利于他们关于身份派别的问题。
同性恋核运动产生了一批同性恋实验电影制作人，如1990年代的G·B·琼斯（运动创始人之一）和后来的斯科特·特里莱文等。

### 实验片与学术
除了个别的例外，参与这些早期运动的艺术家，包括柯蒂斯·哈林顿，都处于主流商业电影和娱乐业之外。个别人偶尔教学，然后从1966年开始，许多人都成为了大学教授，比如纽约州立大学、巴德学院、加州艺术学院、马萨诸塞艺术学院、科罗拉多大学波德分校和旧金山艺术学院。
许多实验片实践者实际上自己并没有大学学位，尽管他们的作品享有盛名。有人质疑在学院中制作电影的状态，但长期的电影教授如斯坦·布拉哈格、肯·雅各布、厄尼·格尔和许多其他人，在教学过程中持续改进和扩展自己的实践。然而，在电影课程和标准电影历史中引入实验电影，已经使这项工作更广为人知并被更多的人所接受。

## 展示与发行

### 早期

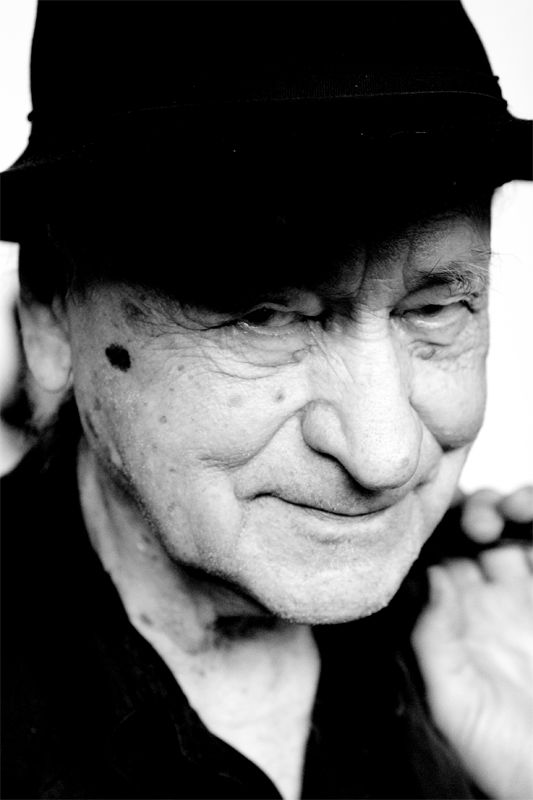
立陶宛艺术家乔纳斯·梅卡斯，被视为美国前卫电影的教父

1946年初，法兰克·斯特法彻举办了“电影艺术”活动，在旧金山现代艺术博物馆展示了实验片和前卫电影。
1949年至1975年在比利时克诺克－海斯特举办的克诺克－勒－祖特国际实验电影节，是世界上最早的实验电影节。通过该电影节，于1958年发现了以布拉哈格的电影为代表的美国前卫电影，也发现了其他许多欧美电影制作人。
从1947年至1963年，位于纽约影院16是美国实验片主要的展示者和发行者。在阿莫斯·沃格尔（Amos Vogel）和玛西娅·沃格尔（Marcia Vogel）的领导下，影院16作为一个非营利的会员协会蓬勃发展，致力于将纪录片、前卫电影、科教片和表演电影展示给日益增长的观众。
1962年，乔纳斯·梅卡斯和其他约20名电影制作者在纽约市创立了电影制作人合作社。很快，类似的艺术家合作社也在其它地方建立起来：旧金山的峡谷影院、伦敦电影制作人合作社以及加拿大电影制作人发行中心（Canadian Filmmakers Distribution Center）。
跟随影院16的模式，实验片主要在商业剧院之外展示，如小型电影社团、微电影、博物馆、美术馆、档案馆和电影节等。
欧美其它几个组织也促进了实验片的发展，包括纽约的选集电影档案馆、千禧电影工场（The Millennium Film Workshop）、伦敦的英国电影协会、加拿大国家电影局和生活电影集团。
一些更热门的电影节也突出了实验性作品，如安阿伯电影节、纽约电影节的“前卫视点”板块和鹿特丹国际电影节。
纽约地下电影节、芝加哥地下电影节、洛杉矶自由浪潮实验媒体艺术节（Experimental Media Arts Festival）、混合纽约纽约同性恋实验电影节（New York Experimental Lesbian and Gay Film Festival）和多伦多影像节（Toronto's Images Festival）也支持了这一工作，并提供了电影场地，否则就没有人会看到这些电影。有一些观点存在争议，比如“地下”和“前卫”实际上是不是同一件事，具有挑战性的非传统电影和精美的艺术电影实际上是不是根本相关的。
有一些场所，如选集电影档案馆、旧金山实验电影院、伯克利 (加利福尼亚州)的太平洋电影档案馆、伦敦的泰特现代艺术馆和巴黎的蓬皮杜中心，通常保存了历史上重要的实验片和同时期的作品。实验性作品的放映也不再局限于纽约，比如罗伯特·贝克纪念电影院（Robert Beck Memorial Cinema）和生活电影集团。

### 近期
近期，太平洋电影档案馆取消了他们星期二晚间的实验性节目。惠特尼博物馆（Whitney Museum）的新馆长（2000年上任）在2001年接受查理·罗斯（Charlie Rose）采访时说，他认为选集电影档案馆有责任展示这些作品，因为这些基本上是没人买的，而惠特尼对“出租”视频艺术和电影并不感兴趣。随后他暗示，它将会在即将到来的双年展上失宠。（PBS/查理·罗斯）。然而这句话看起来并不相关，因为惠特尼从那以后已经以展览、设施和放映的方式展出了实验片，例如放映爱之夏系列展览、双年展上的影片和2012年的奥斯卡·费钦格《Raumlichtkunst》（页面存档备份，存于）设施。
如今的一些实验片发行者包括Le Collectif Jeune Cinema、Cinédoc、巴黎的光锥（Light Cone）、旧金山的峡谷影院、加拿大电影制作人发行中心、纽约的电影制作人合作社和伦敦的Lux（页面存档备份，存于）。这些机构仍然可以放映十六毫米影片和某些档案。可视音乐中心（页面存档备份，存于）在发行实验动画片节目，包括奥斯卡·费钦格（页面存档备份，存于）、乔丹·贝尔森（页面存档备份，存于）、玛丽·埃伦·布特及其他一些人。
所有这些协会和运动推动了实验片的诞生和发展，如法国的国家实验片、象“身体电影”（“Écoles du corps”或“Cinéma corporel”）这样的学校和“后结构主义”运动，以及英格兰的“结构/唯物主义”。

## 对商业媒体的影响
尽管实验片的受众只是相对少量的实践者、学者和鉴赏者，它已经影响了并将继续影响电影摄影、视觉效果和编辑。
音乐视频的类型可以视为许多实验片技术的商业化。片名设计和电视广告也已经被实验片所影响。
许多实验片制作人也制作主流电影，反之亦然。知名的例子包括拉斯·冯·提尔、约尔根·莱特、亚历山大·尤杜洛斯基、尼科斯·尼古拉迪斯、让·吕克·戈达尔、史蒂文·索德伯格、凯瑟琳·毕奇洛、柯蒂斯·哈林顿、理查德·威廉姆斯、安迪·沃霍尔、彼得·格里纳韦、德里克·贾曼、哈莫尼·科林、让·谷克多、艾萨克·朱利安、史蒂夫·麦奎因、莎莉·波特、大卫·林奇、詹姆斯·奥布赖恩、瓦西利斯·马佐门诺斯、蒂埃里·芝诺、帕特里克·博卡诺斯基、格斯·范桑特、肖恩·威尔逊、皮埃尔·保罗·帕索里尼、西蒙妮·拉皮萨达·卡萨诺瓦和路易斯·布努埃尔，尽管他们将电影制作手法带入主流商业片的程度存在很大差异。

## 扩展阅读
- A·L·里斯（英语：A. L. Rees）.  [实验电影和视频历史]. 英国电影协会. 1999 （英语）.
- 马尔科姆·勒·格莱斯（英语：Malcolm Le Grice）. . 麻省理工出版社（英语：MIT Press）. 1977 （英语）.
- Scott MacDonald[斯科特·麦克唐纳].  [电影评论]. 伯克利 (加利福尼亚州): 加州大学出版社 （英语）.
  -  1. 1988.
  -  2. 1992.
  -  3. 1998.
  -  4. 2005.
  -  5. 2006.
- Scott MacDonald.  [前卫电影：运动研究]. 剑桥: 剑桥大学出版社. 1993 （英语）.
- Holly Rogers[霍莉·罗杰斯].  [倾听画廊：视频与艺术音乐的崛起]. 牛津: 牛津大学出版社. 2013 （英语）.
- Holly Rogers; Jeremy Barham[杰里米·巴勒姆].  [实验的音乐与声音]. 牛津: 牛津大学出版社. 2017 （英语）.
- James Peterson[詹姆斯·彼得森].  [混乱的梦想，秩序的幻觉：理解美国前卫电影]. 底特律: 韦恩州立大学出版社（英语：Wayne State University Press）. 1994 （英语）.
- 杰克·萨金特（英语：Jack Sargeant）.  [裸镜：拍电影]. Creation[创造]. 1997 （英语）.
- P·亚当斯·西特尼（英语：P. Adams Sitney）.  [梦想的电影：美国前卫电影]. 纽约: 牛津大学出版社. 1974 （英语）.
- Michael O'Pray[迈克尔·奥普雷].  [前卫电影：形式、主题与激情]. [伦敦]: 壁花出版社（英语：Wallflower Press）. 2003 （英语）.
- 希尔曼·柯蒂斯（英语：Hillman Curtis） (编).  [英国电影与视频艺术家目录]. Arts Council[艺术理事会]. 1999 （英语）.
- 希尔曼·柯蒂斯.  [实验片——五十年的演变]. 伦敦: 展望工作室（英语：Studio Vista）. 1971 （英语）.
- 惠勒·温斯顿·狄克逊（英语：Wheeler Winston Dixon）.  [爆炸的眼睛：1960年代美国实验电影一个重新梦想的历史]. 奥尔巴尼: 纽约州立大学出版社（英语：SUNY Press）. 1997 （英语）.
- 惠勒·温斯顿·狄克逊; 格温多林·奥黛丽·福斯特（英语：Gwendolyn Audrey Foster） (编).  [实验片——电影读者]. 伦敦: 罗德里奇. 2002 （英语）.
- 斯坦·布拉哈格.  [智慧尽头的电影——美国独立电影制作人随笔]. 爱丁堡: 多边形图书（英语：Polygon Books）. 1989 （英语）.
- 斯坦·布拉哈格.  [布拉哈格精华——电影制作作品精选]. 纽约: McPherson[麦克弗森]. 2001 （英语）.
- 帕克·泰勒（英语：Parker Tyler）.  [地下电影：关键的历史]. 纽约: 格鲁夫出版社（英语：Grove Press）. 1969 （英语）.
- Jeffrey Skoller[杰弗里·斯考勒].  [影子、幽灵、碎片：前卫电影制作史]. 明尼阿波利斯: Minnesota UP[明尼苏达大学出版社]. 2005 （英语）.
- 杰克·哈特菲尔德.  [实验电影及视频]. John Libbey Publishing[约翰·利比出版社]（在北美为印第安纳大学出版社）. 2006 （英语）.
- 吉恩·杨布拉德（英语：Gene Youngblood）.  [扩展的电影]. 杜登出版社（英语：E. P. Dutton）. 1970  [2018-02-09]. （原始内容存档于2018-02-10） （英语）.
- 多米尼克·Noguez（英语：Dominique Noguez）.  [实验电影祭]. Paris Expérimental[巴黎实验片]. 2010: 384  [2018-02-09]. ISBN 978-2-912539-41-0. （原始内容存档于2014-04-22） （法语）.
- A·L·里斯; 希尔曼·柯蒂斯; Duncan White[邓肯·怀特]; Stephen Ball[史蒂芬·鲍尔] (编).  [扩展的电影：艺术、行为和电影]. 塔特出版社（英语：Tate Publishing Ltd）. 2011 （英语）.